# كريد
كريد (بالإنجليزية: Creed)‏ فيلم أمريكي درامي رياضي من أفلام عام 2015 أولف وأخرج من قبل راين كوقلر وأنتج مالياً من قبل روبرت تشارتوف وإرفين فينكلر وأخيراً سلفستر ستالون الفيلم من بطولة مايكل بي جوردن كـ أدونييس جونسون كريد أي ابن أبولو كريد أحد شخصيات سلسلة أفلام روكي القديمة، يشاركه البطولة سلفستر ستالون بشخصية روكي بالبوا، الفيلم يعتبر الفيلم السابع في سلسلة أفلام روكي على الرغم من انفصال الأحداث عن الأفلام الخمسة الأولى وتتابع أحداث كريد الحالي كتكملة لفيلم روكي بالبوا الذي عرض في عام 2006 تم البدء في تصوير المشاهد في مدينة ليفربول في تاريخ 19 من يناير 2015 وتم إكماله في فيلاديلفيا موطن روكي، عرض الفيلم في الصالات الأمريكية ابتداءً من 25 نوفمبر 2015 وهو تاريخ ذكرى مرور أربعون عام من تاريخ عرض أول فيلم من سلسلة أفلام روكي.

## روابط خارجية
- كريد على موقع IMDb (الإنجليزية)
- كريد على موقع ميتاكريتيك (الإنجليزية)
- كريد على موقع روتن توميتوز (الإنجليزية)
- كريد على موقع نتفليكس (الإنجليزية)
- كريد على موقع قاعدة بيانات الأفلام العربية
- كريد على موقع ألو سيني (الفرنسية)
- كريد على موقع Turner Classic Movies (الإنجليزية)
- كريد على موقع أول موفي (الإنجليزية)
- كريد على موقع بوكس أوفيس موجو (الإنجليزية)
- كريد على موقع فيلمافينيتي (الإسبانية)